# Petrosaca
Petrosaca (en griego, Πετροσάκα) fue un antiguo asentamiento griego situado en Arcadia.
Pausanias lo ubica en la zona limítrofe de los territorios pertenecientes a Mantinea y Megalópolis, e indica que estaba a cuarenta  estadios de una fuente llamada Cisa.